# Конрад фон Лобдебург
Конрад фон Лобдебург (на немски: Konrad von Lobdeburg; † 1218) е граф на Лобдебург при Йена-Лобеда в Тюрингия.

## Произход
Той е син на граф Хартман II фон Лобдебург († 11 ноември 1186), свободен господар на Аухаузен (1166), и съпругата му фон Магдебург, дъщеря на Бурхард I фон Кверфурт бургграф на Магдебург († ок. 1162). Внук е на Хартман фон Алерхайм-Аумаузен († сл. 1133). Брат е на Ото I фон Лобдебург, епископ на Вюрцбург (1207 – 1223). Племенник е на Рабодо фон Лобдебург, епископ на Шпайер (1173 – 1176), и чичо на Херман I фон Лобдебург, епископ на Вюрцбург (1225 – 1254). Роднина е на Конрад фон Кверфурт, архиепископ на Магдебург (1134 – 1142), и на Конрад I фон Кверфурт, епископ на Хилдесхайм (1194 – 1202) и Вюрцбург (1201 – 1202), канцлер на два римско-немски крале (1194 – 1201), и на Зигфрид фон Кверфурт, епископ на Вюрцбург (1147 – 1150).
Старата резиденция Аухаузен е подарена от Хартман между 1129 и 1133 г. на основания от него манастир.

## Фамилия
Конрад фон Лобдебург се жени за бургграфиня Мехтилд фон Майсен († 1244), внучка на Херман Щеркер фон Волсбах, бургграф на Майсен († ок. 1171), дъщеря на Майнхер I, бургграф и граф на Вербен, бургграф на Майсен († между 18 август 1217 – 8 януари 1218) и Ирментруд († сл. 1218). Те имат една дъщеря:
- Елизабет фон Лобдебург († сл. 1244), омъжена пр. 11 април 1220 г. за граф Адолф III фон Дасел, господар на Нинофер († сл. 23 ноември 1244)